# Makleánie
Makleánie (Macleania) je rod rostlin z čeledi vřesovcovité. Jsou to pozemní nebo epifytní keře s jednoduchými, tuhými, střídavými listy a poměrně velkými, trubkovitými až baňkovitými květy. Rod zahrnuje asi 38 druhů a je rozšířen v horách tropické Ameriky.

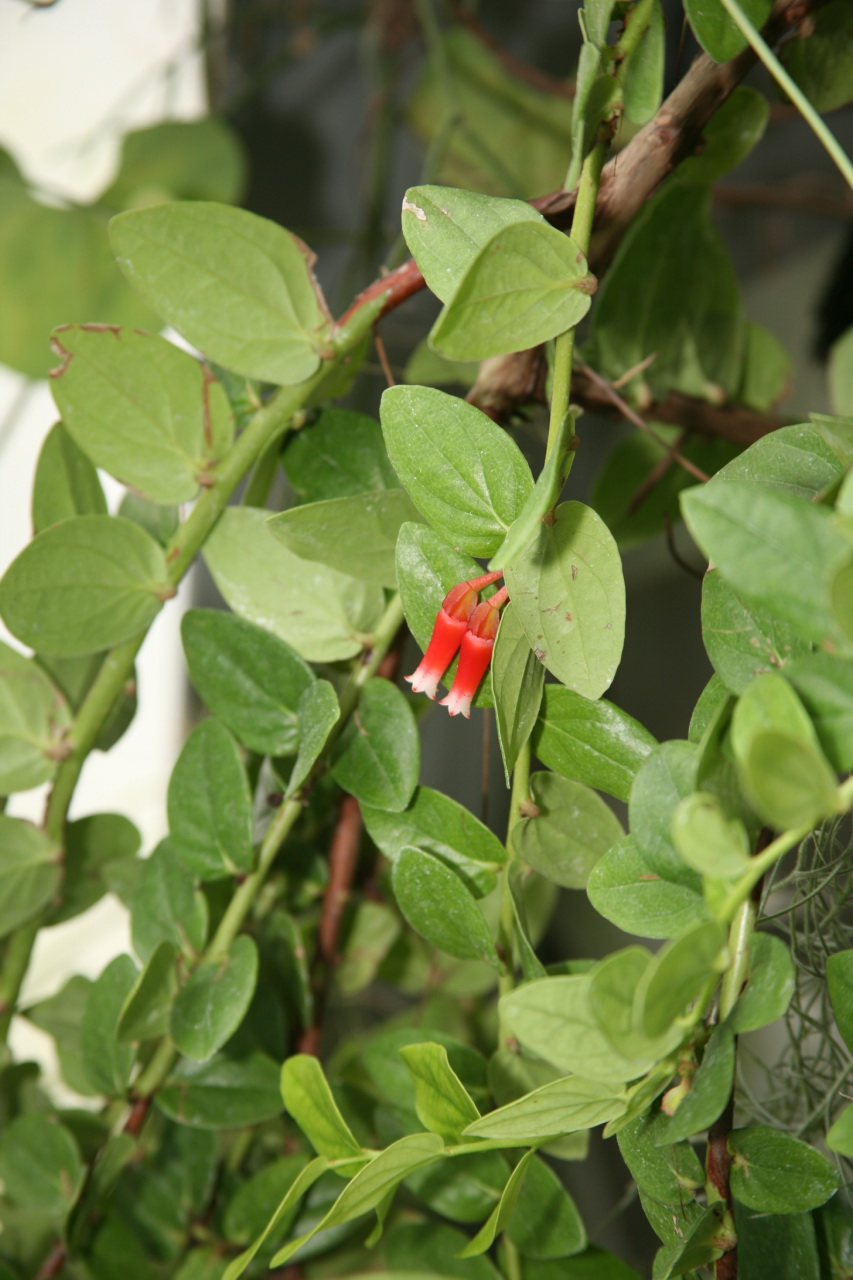
Macleania insignis

## Popis
Zástupci rodu makleánie jsou epifytní nebo pozemní keře. Některé druhy mají dřevité hlízy. Listy jsou jednoduché, střídavé, řapíkaté, kožovité, celokrajné. Žilnatina je zpeřená nebo od báze vícežilná. Květy jsou uspořádané v chudých až mnohokvětých, úžlabních nebo koncových hroznech či svazečcích, jen výjimečně jsou jednotlivé. Květy jsou nejčastěji červené nebo červenooranžové, dosti velké, pětičetné, nevonné. Kališní lístky jsou srostlé. Koruna je válcovitá až podlouhle baňkovitá, zakončená 5 krátkými trojúhelníkovitými cípy. Tyčinek je 10 a jsou kratší nebo až stejně dlouhé jako koruna, s volnými nebo srostlými nitkami. Semeník je spodní, s nitkovitou čnělkou vyčnívající z květu a zakončenou uťatou bliznou. Plodem je bobule obsahující mnoho drobných semen.

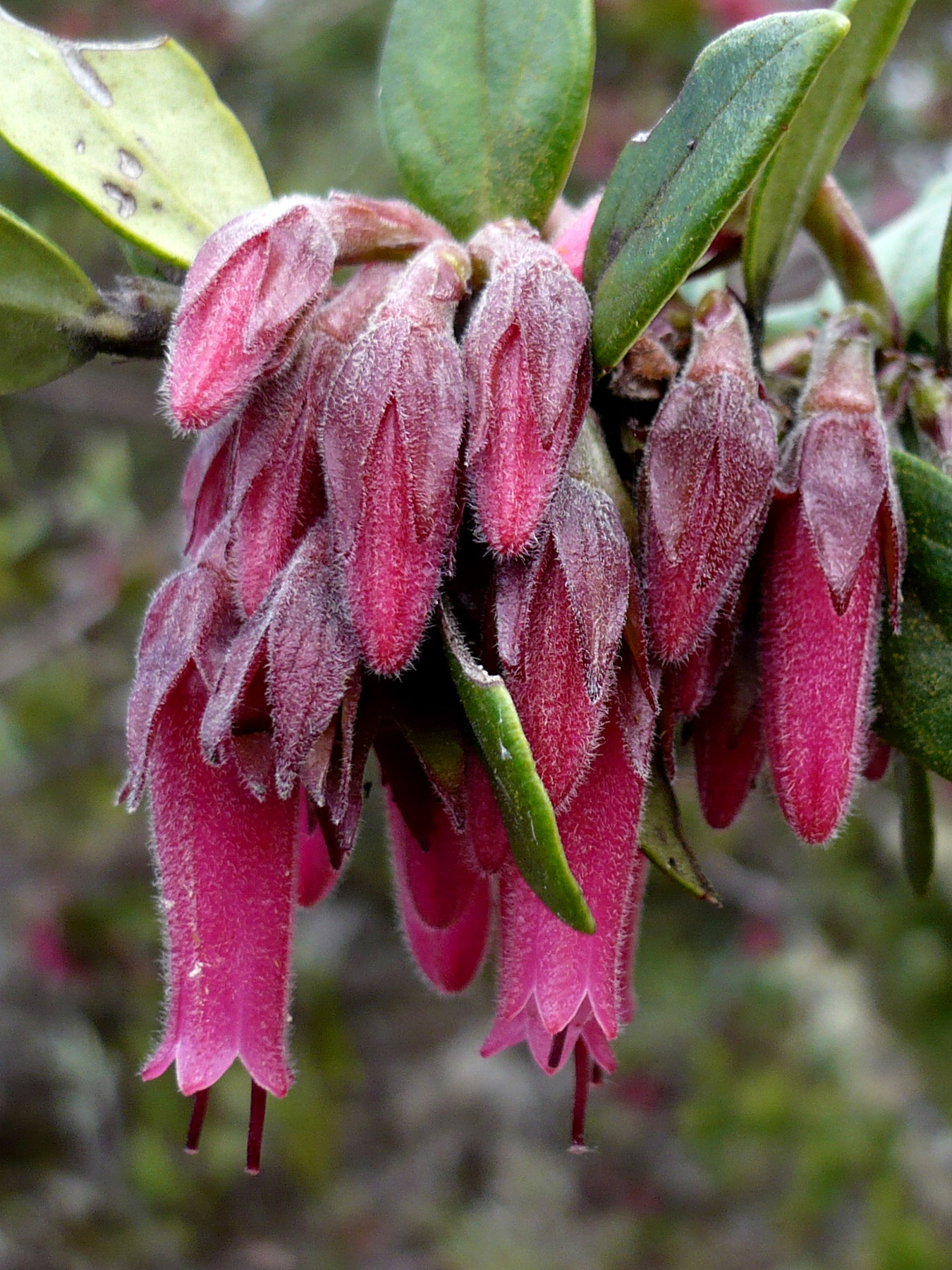
Květenství Macleania mollis
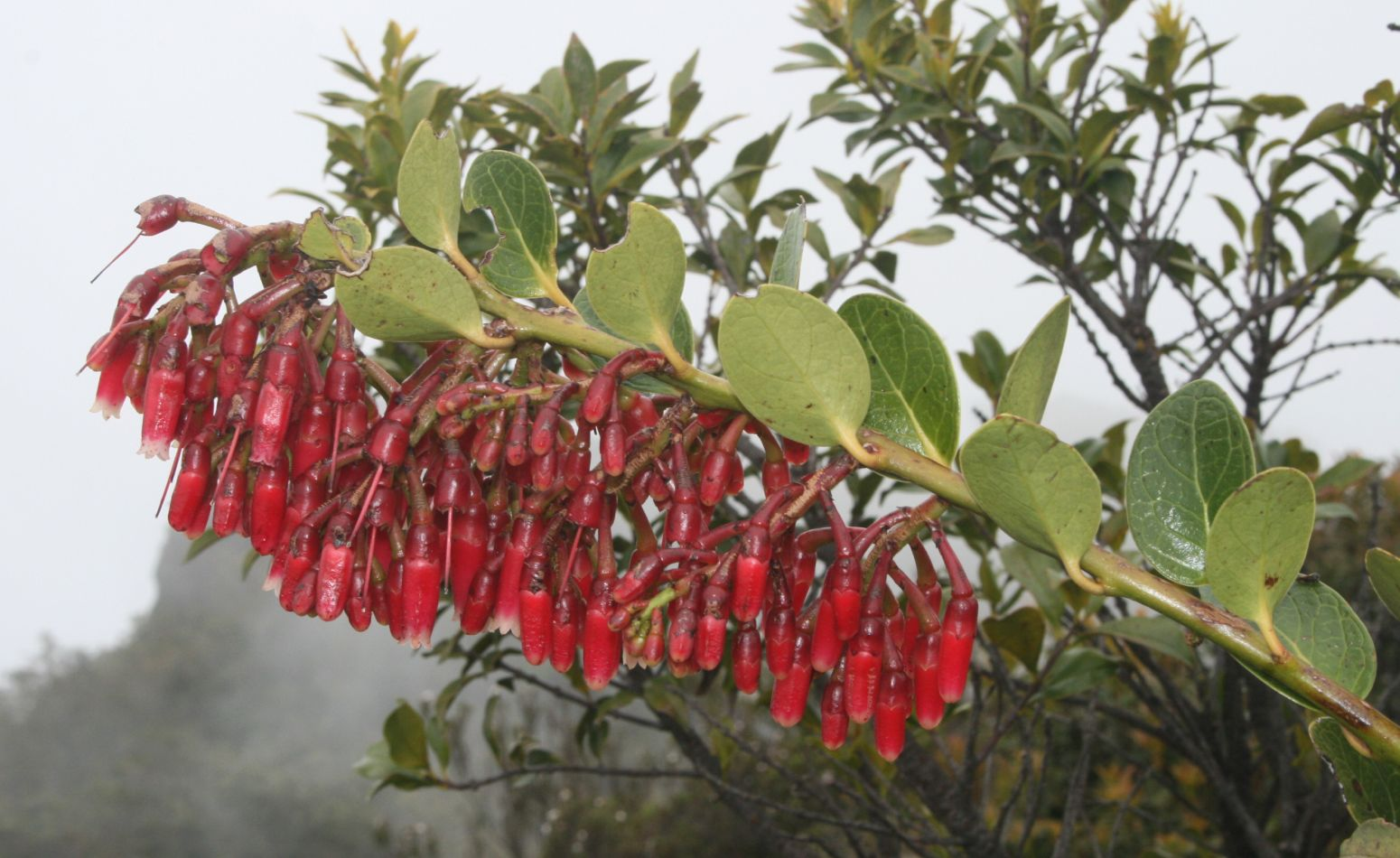
Květenství Macleania rupestris
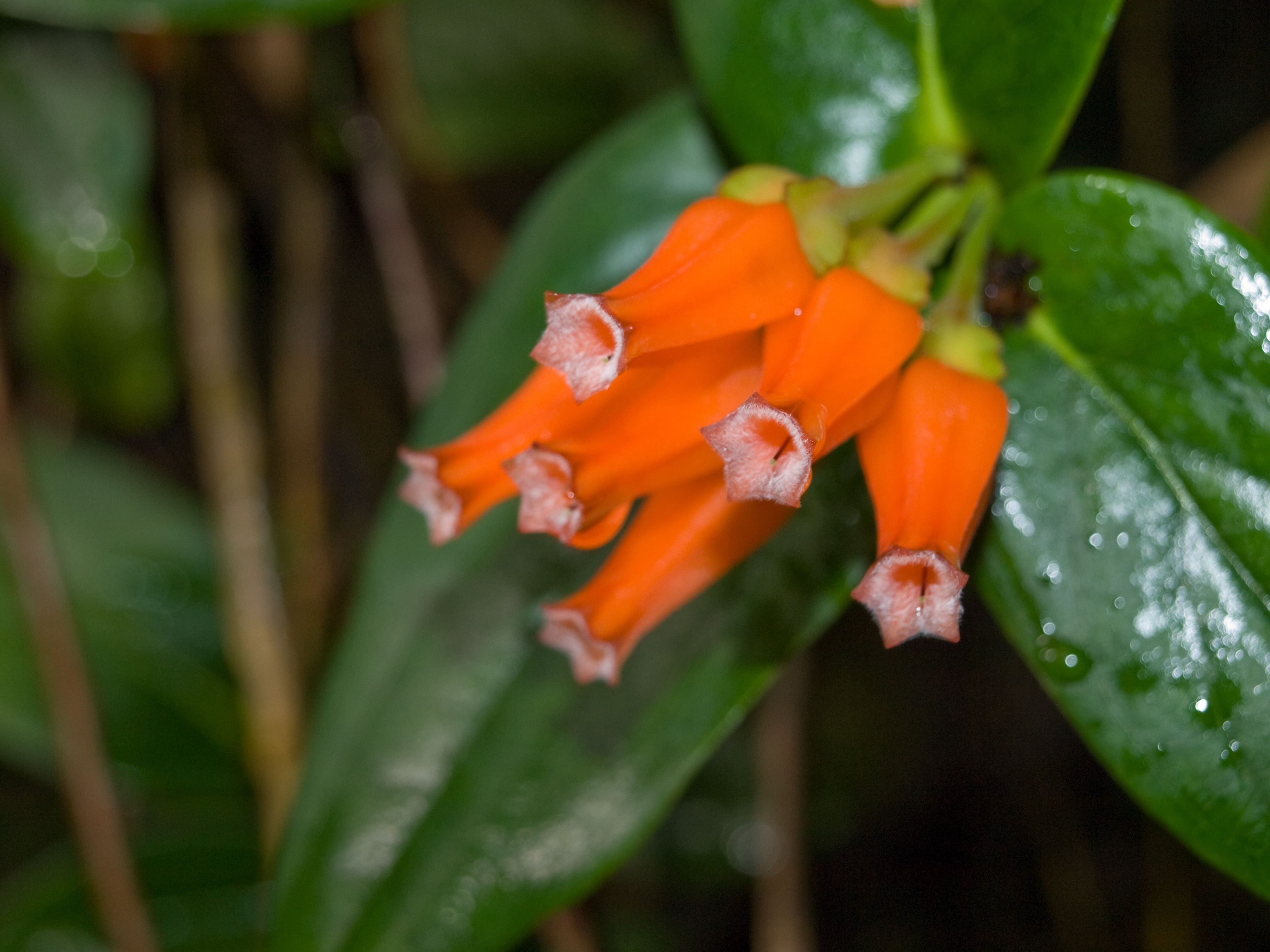
Květy Macleania cordifolia

## Rozšíření
Rod makleania zahrnuje 37 nebo 38 druhů. Je rozšířen v Latinské Americe od Mexika po Peru. Většina druhů roste v horách západní části tropické Jižní Ameriky. Z Mexika je znám jediný druh, ze Střední Ameriky 2. Největší areál má druh M. rupestris, který také jako jediný zasahuje i do Venezuely a Bolívie.

## Význam
Několik druhů makleánií je pěstováno v horském skleníku Pražské botanické zahrady v Tróji.